# Wako (stad)
Wako (和光市, Wakō-shi) is een stad in de prefectuur  Saitama, Japan. In 2013 telde de stad 81.779 inwoners. Wako maakt deel uit van de metropool Groot-Tokio.

## Geschiedenis
Op 31 oktober 1970 werd Wako benoemd tot stad (shi). Daarvoor stond de plaats bekend als Yamato Town. Archeologische opgravingen tonen grote hoeveelheden aardewerk en stenen gereedschap uit de Jomonperiode.

## Partnersteden
- Longview, Verenigde Staten sinds 1999

Steden:
Ageo · Asaka · Chichibu · Fujimi · Fujimino · Fukaya · Gyoda · Hanno · Hanyu · Hasuda · Hidaka · Higashimatsuyama · Honjo · Iruma · Kasukabe · Kawagoe · Kawaguchi · Kazo · Kitamoto · Koshigaya · Konosu · Kuki · Kumagaya · Misato · Niiza · Okegawa · Saitama (hoofdstad) · Sakado · Satte · Sayama · Shiki · Shiraoka · Soka · Toda · Tokorozawa · Tsurugashima · Wako · Warabi · Yashio · Yoshikawa

Districten:
Chichibu · Hiki · Iruma · Kitaadachi · Kitakatsushika · Kodama · Minamisaitama · Osato
Gemeenten per district